# Prompschbach
Der Prompschbach ist ein fast 1,6 Kilometer langer Bach im Gebiet der Marktgemeinde Semriach im Bezirk Graz-Umgebung in der Steiermark. Er entspringt im östlichen Grazer Bergland am östlichen Rand der Tanneben und mündet von rechts kommend in den Rötschbach.

## Verlauf
Der Prompschbach entsteht in einer Baumgruppe am Ostrand der Hochebene Tanneben zwischen Ausläufern des Hochglaserers im Südwesten und des Krienzerkogels im Norden auf etwa 802 m ü. A. Rund 20 Meter nördlich der Quelle verläuft die Taschenstraße und etwa 25 Meter südwestlich liegt der Bauernhof vulgo Oberer Taucher.
Der Bach fließt anfangs relativ gerade nach Südwesten, wobei er nach circa 180 Metern die Baumgruppe verlässt. Etwa 270 Meter nach seiner Quelle nimmt der Prompschbach einen von rechts kommenden, unbenannten Wasserlauf auf und schwenkt in seinem Lauf nach Ostsüdost. Auf diesem Kurs bleibt der Bach für rund 200 Meter, wobei er auf diesem Abschnitt die Taschenstraße unterquert. Nach diesem Abschnitt erreicht der Lauf die Ausläufer eines Waldgebietes und fließt in einen etwa 400 Meter langen Linksbogen insgesamt nach Osten. Nach dem Verlassen des Linksbogens fließt der Wasserlauf für etwa 500 Meter relativ gerade nach Ostnordost und unterquert dabei die Landesstraße L318, die Semriacherstraße. Direkt nach der Querung einer als Rötschgraben bezeichneten Straße biegt der Prompschbach auf einen Südostkurs, auf dem er bis zu seiner Mündung bleibt. Etwa 25 Meter vor seiner Mündung unterquert der Bach die als Rötschgraben bezeichnete Straße erneut und fließt einige Meter westlich an einem Wohnhaus vorbei.
Nach fast 1,6 Kilometer langem Lauf mündet der Bach mit einem mittleren Sohlgefälle von rund 0,1 % etwa 156 Höhenmeter unterhalb seines Ursprungs etwa 25 Meter südlich der zuvor von ihm gequerten Straße, nördlich der Kerschbaummühle in den als Oberer Rötschbach bezeichneten Oberlauf des Rötschbaches. Die Bezeichnung Oberer Rötschbach bezieht sich auf den Abschnitt ab der Quelle bis zur Einmündung des Prompschbaches in den Rötschbach. Der Rötschbach durchfließt kurz nach der Einmündung die Kesselfallklamm.
Auf seinem Lauf nimmt der Prompschbach einen anderen, unbenannten Wasserlauf auf.